# 克拉斯諾曉科沃區

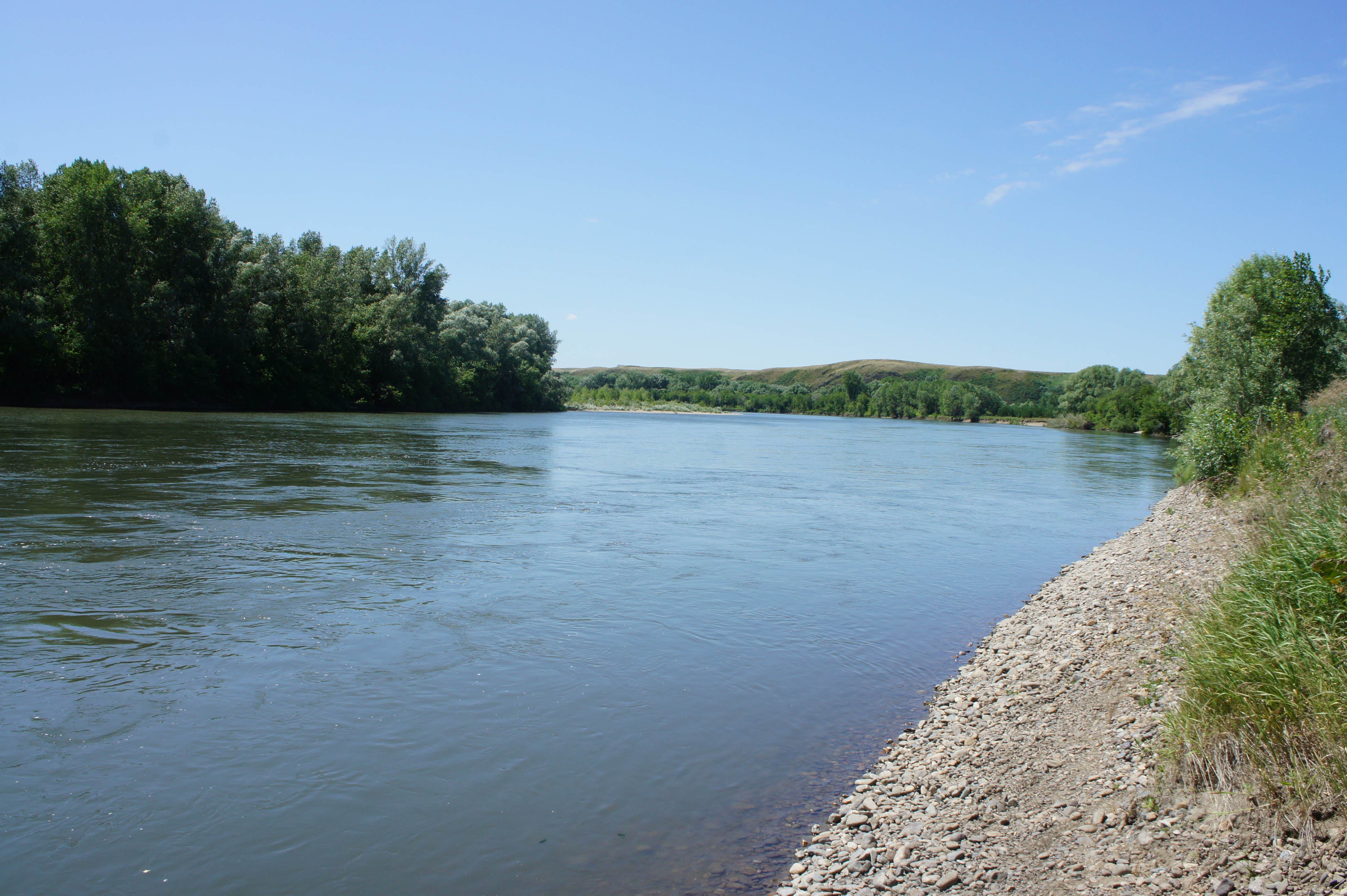

51°40′N 82°44′E / 51.667°N 82.733°E
克拉斯諾曉科沃區（俄语：Краснощёковский район），是俄羅斯的一個區，位於該國南部，由阿爾泰邊疆區負責管轄，面積3,543平方公里，2010年人口19,251，人口密度每平方公里5.4人。